# Benedicto Antonio Angeli
Benedicto Antonio Angeli (sinh ngày 10 tháng 2 năm 1939) là một huấn luyện viên và cựu cầu thủ bóng đá người Brasil.
Benedicto Antonio Angeli đã từng chơi cho Palmeiras, Botafogo và Fiorentina.